# باتريسيا س. دان
باتريسيا س. دان (بالإنجليزية: Patricia C. Dunn)‏ هي سيدة أعمال أمريكية، ولدت في 27 مارس 1953 في بربانك في الولايات المتحدة، وتوفيت في 4 ديسمبر 2011 في أوريندا في الولايات المتحدة بسبب سرطان وسرطان المبيض.